# James Richardson company
Pour les articles homonymes, voir James Richardson (homonymie) et Richardson.
La James Richardson company était une entreprise œuvrant dans la transformation du bois en Gaspésie de 1904 à 1980.

## Historique

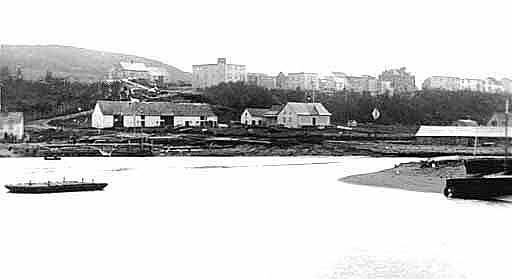
Moulin de la James Richardson Co., Cap-Chat

Fondée le 10 décembre 1904, la James Richardson œuvre dans le domaine du bois de fuseau et du bois de construction. Ses capitaux sont britanniques et son premier président est James Russel. La compagnie est propriétaire de trois usines situées à Cap-Chat, Sainte-Anne-des-Monts et Grande-Vallée. 
Dans les années 1950-1960, la compagnie Richardson embauche 3000 travailleurs forestiers durant quatre mois par année. À son usine de Cap-Chat, elle donne de l'emploi à 250 ouvriers. Elle détient 466 kilomètres carrés de limites à bois dans les cantons de Romieu, Cap-Chat, Dalibaire, Joffre, Faribault et Cherbourg. 
La compagnie Richardson fait faillite en 1978. Les propriétés foncières étant alors disponibles, elles sont achetées par la compagnie Rexfor et revendues à la scierie Logan de Cap-Chat en 1979. La James Richardson est dissoute le 16 décembre 1980.

## Archives
- Musée de la Gaspésie : P146 Fonds James Richardson company